# تمايز أعضاء تناسلية
تمايُز الأعضاءِ التناسليّة (Gonochorism) هو عبارة عن مصطلحٍ يونانيٍّ، حيث يُعرّف في علمِ الأحياءِ على أنه مصطلحٌ يَوصِفُ حالة احتواءِ كائنٍ حيٍ واحدٍ لجنسٍ واحدٍ فقط من بين جنسينِ على الأقل. عادةً ما يستخدمُ هذا المصطلحُ مع الحيواناتِ، حيثُ أنّ أغلب أفرادهم تكون أحاديةَ الجنسِ، على عكس النّباتاتِ، فمثلاً نرى في النّباتاتِ المزهرةِ أن الزّهرةَ الواحدةَ قد تكون خُنثى، أي أنها تحتوي على الأعضاءِ التناسليةِ الذّكوريّةِ والأنثويّةِ (الأَسديةُ والمبايض) معاً، أو قد تكون متمايزةَ الجنسِ (أحاديّةُ الجنس)، أي أنها تَفتقرُ لِلأسدية (الأعضاء التناسليّة الذّكوريّة)، أو أنّها تفتقر لِلمبايض (الأعضاء التناسليّة الأنثويّة). من بين النّباتاتِ المزهرةِ ذاتِ الأزهارِ أحاديّةِ الجنسِ، يُنتِج البعض أيضاً أزهاراً خُنثى ، وقد تحدث الأنواعُ الثّلاثةُ بِترتيباتٍ مختلفةٍ على نفسِ النّبتةِ أو على نباتاتٍ منفصلةٍ، بناءً على ما سبق، يمكن أن تكون النّبتةُ إمّا خنثى (أحاديّة المسكن)، أو أحاديّة الجنس (ثنائيّة المسكن)، أو ثلاثيّة المسكن، أو متعددة الزوجات (إما ثنائيّة المسكن مع احتوائِها على بعضِ الزهورِ الأحائيّةِ المسكنِ أو أحادية المسكن مع احتوائِها على بعض الزهور الثّلاثيّةِ المسكنِ)، أو احادية المسكن أنثوية (أحادية المسكن مع أزهارٍ أنثويّةٍ)، أو احاديّة المسكن ذكريّة (أحاديّة المسكن مع أزهارٍ ذكريّةٍ).

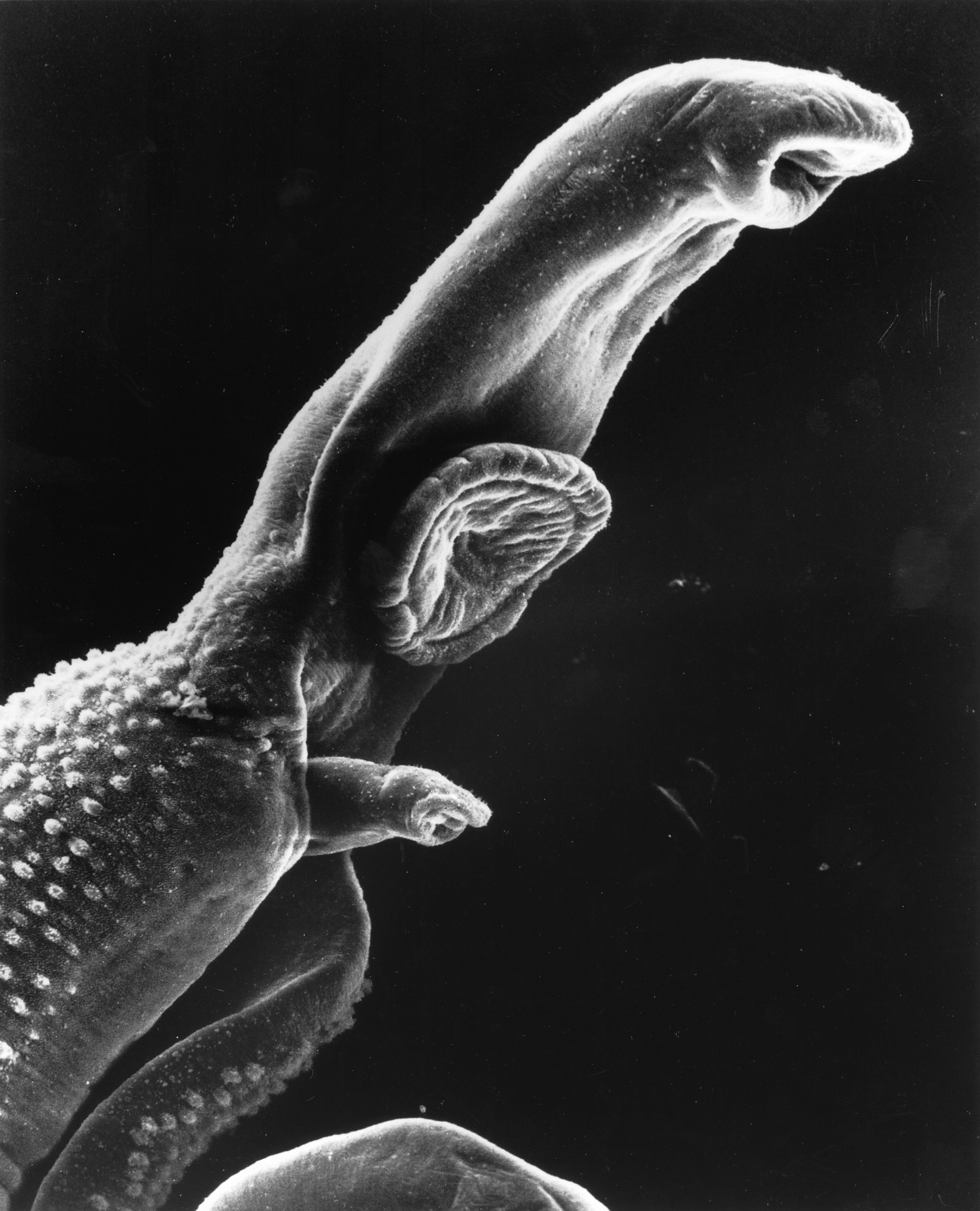
خلافاً لمعظم الديدان المسطحة تعتبر البلهارسيا أحادية الجنس. هذه الصورة تظهر خروج انثى البلهارسيا من قناة محمل الانثى الموجودة في الذكر تحت المحجم البطني.

يُحدَّدُ الجنس في أغلبِ الأحيانِ جينياً، ولكن من الممكنِ أن يحدَّدَ من خلالِ آلياتٍ أخرى، فمثلاً حيوانِ القاطور يَستَخدِمُ آليةَ تحديد الجنس المعتمد على درجةِ الحرارةِ خِلال فترةِ حضن البيض. يُعتبرُ نبات البَهْشِيّة والكيوي من الأمثلة على التّلقيح ثنائيّ المسكن ، فَفِي هذه النّباتات يُشار إلى النّبتةِ الذّكريّة التي تقوم بإنتاج حُبوب اللِّقاح بالمُلَقِّحَة.
وعلى النّقيض من تمايُز الأعضاءِ التناسليّة من حيثِ آليةِ التكاثرِ هنالك التكاثر اللاجنسي والخُنوثة. يُمكن لِلكائناتِ التي من نفس الفصيلةِ أن تختلف في آليةِ التكاثر، فَمثلاً نوع دودة أوفْرِيوتْروكا (نوعٌ من الديدانِ البحريةِ) يحتوي على أصنافٍ مُتمايِِزةِ الأعضاءِ التناسليّة وأصنافٍ خُنثى. هنالك أيضاً أفرادٌ يتغيّر جِنسهم خِلالَ فترةِ حياتِهم، وهذا التّغيّر الجنسيُّ (يُسمى أيضاً الخُنوثة المُتسَلسَلة) يُمكن أن نَراهُ مثلاً في السّمكة الببّغائِيّة وبَعضَ أنواعِ المحار.